# Sambhaji (chhatrapati)

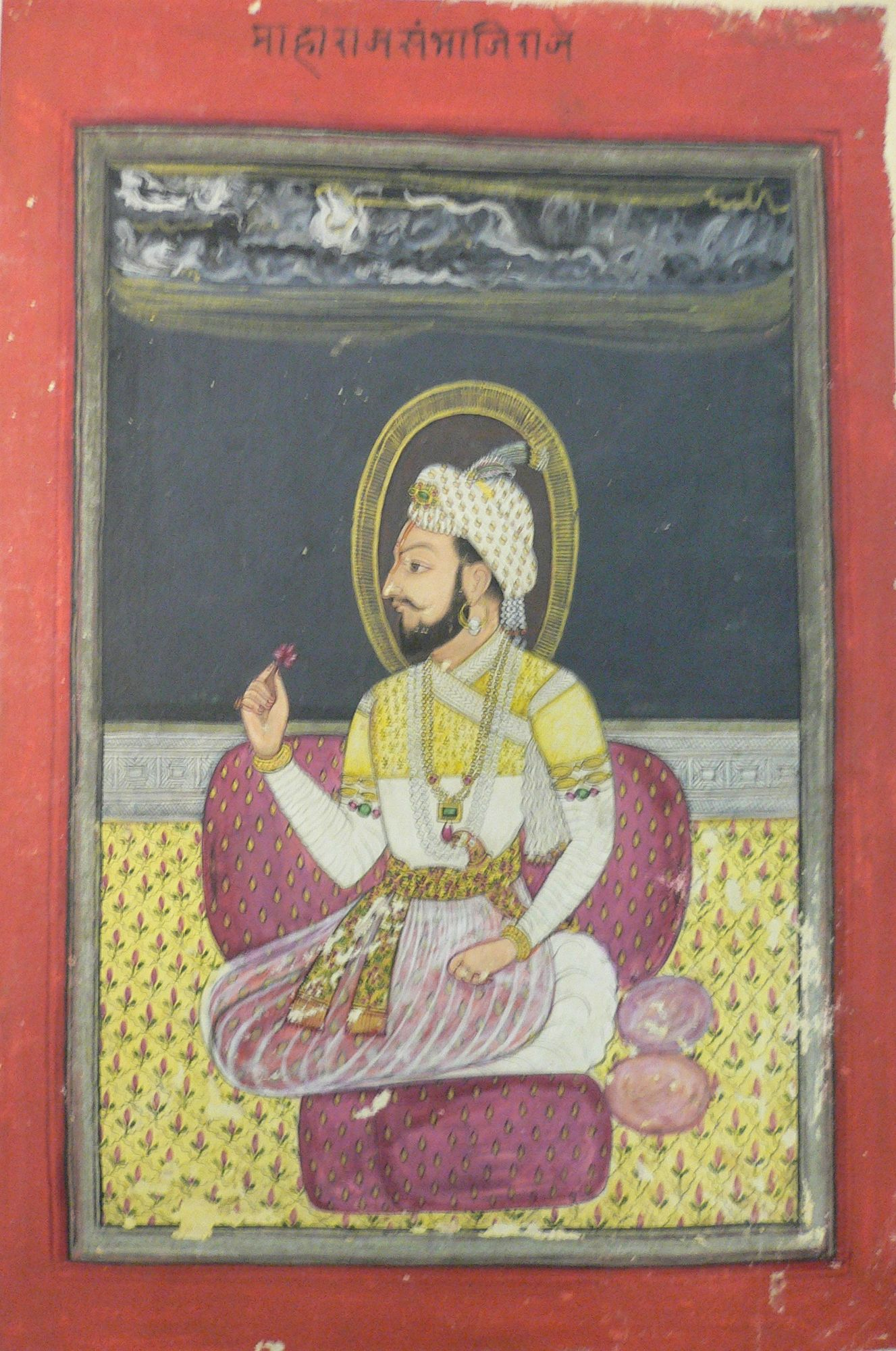
Sambhaji, laat-17e-eeuws miniatuurportret op papier

Sambhaji Bhonsale (Purandar Killa, 14 mei 1657 – Tulapur, 11 maart 1689) was chhatrapati ("keizer") van het Maratharijk tussen 1680 en 1689. Hij was de oudste zoon van Marathaleider Shivaji en volgde zijn vader op na diens dood. Onder Sambhaji zetten de Maratha's hun verzet tegen de Mogols voort. Sambhaji had als leider van de Maratha's niet het aanzien dat zijn vader had genoten, maar hij werd een martelaar toen de Mogols hem in 1689 gevangennamen en op gruwelijke wijze terecht stelden. Sambhaji's zoon Shahu zat tussen 1708 en 1749 op de troon.

## Levensloop

### Jeugd
Sambhaji was de zoon van Shivaji en diens eerste vrouw Saibai Nimbalkar. De moeder stierf toen Sambhaji twee jaar oud was. Omdat zijn vader vaak op veldtocht was kwam de opvoeding van zijn kinderen in handen van Shivaji's moeder Jijabai. In 1664 of 1665 werd het jongetje uitgehuwelijkt aan Yesubai Shirke, een huwelijk dat zijn vader in staat stelde zijn macht over de Konkan uit te breiden. In 1665 voelde Shivaji zich gedwongen het verdrag van Purandar met mirza Jai Singh van Amber te sluiten, die als vazal van de Mogols Purandar belegerde. Shivaji erkende de Mogolkeizer als zijn soeverein en zegde de Mogols bovendien steun toe in hun op handen zijnde campagne tegen het sultanaat Bijapur. Het verdrag voorzag er ook in dat Shivaji's enige zoon, Sambhaji, een positie kreeg als zamindar ("leenman" van de Mogolkeizer).
Bij de verovering van Bijapur verleende Shivaji de Mogols belangrijke militaire bijstand, waarna Jai Singh hem overhaalde met zijn hofhouding naar het noorden te reizen voor een bezoek aan het hof van Mogolkeizer Aurangzeb in Agra. In mei 1666 presenteerde Shivaji zich aan het hof om de keizer officieel de eer te betuigen die van een vazal verwacht werd. Aurangzeb leek weinig interesse te tonen, waardoor Shivaji zich beledigd uit de voeten maakte. Daarop werd hij in Agra onder huisarrest geplaatst, maar hij wist met zijn zoon te ontsnappen en terug naar de Dekan te reizen. Pas in 1668 kwam het opnieuw tot een vergelijk tussen Shivaji en de Mogols. Sambhaji werd als zamindar met duizend ruiters naar Aurangabad gestuurd, waar hij onder Aurangzebs zoon prins Muazzam militaire ervaring opdeed.
In 1670 probeerden beambten van de Mogols de uitgaven die Shivaji bij zijn bezoek aan Agra gemaakt had terug te vorderen. Zwaar beledigd reageerde Shivaji door de stad Surat te plunderen en zijn zoon terug te roepen uit Aurangabad. Daarop volgden vier jaar van succesvol verzet tegen de Mogols. Aangemoedigd door zijn brahmaanse adviseurs en de militaire successen liet Shivaji zich in 1674 tot chhatrapati (onafhankelijk hindoeïstisch "keizer") kronen. De reputatie van Shivaji als onoverwinnelijke legende en vrijheidsstrijder raakte mede hierdoor over heel India verspreid.
Sambhaji gedroeg zich ondertussen niet zoals van de troonsopvolger verwacht werd. Hoewel hij zich in de oorlogsvoering bekwaam getoond had, hield hij er een uitbundig leven aan het hof op na waarbij hij niet schroomde zijn positie te misbruiken. Nadat Sambhaji zich schuldig gemaakt had aan de verkrachting van een brahmaanse vrouw werd hij ten slotte in december 1678 door zijn vader verstoten. Hij vluchtte naar Bijapur, waar hij met open armen door de Mogolgouverneur werd ontvangen. Aurangzeb overlaadde de prins met geschenken en een hoge militaire rank om diens gunst te winnen.
Een jaar later overtuigde Shivaji, die spijt gekregen had van zijn harde opstelling, zijn zoon terug te keren naar zijn hof in Raigarh. Sambhaji werd desondanks in het fort Panhala gevangengezet. Shivaji stierf een aantal maanden later onverwachts aan de gevolgen van een plotselinge ziekte. Hij had de wens geuit dat zijn rijk na zijn dood onder Sambhaji en diens jongere halfbroertje Rajaram verdeeld werd. Beide prinsen werden gesteund door een eigen factie die niet tevreden was met het delen van de macht.

### Chhatrapati
Sambhaji was niet populair en kon als gevangene de poging zijn broer op de troon te zetten niet verhinderen. Hij wist echter de troepen in Panhala voor zich te winnen en in juni 1680 Raigarh in te nemen. Rajaram en diens moeder Sorayabai, een van de belangrijkste tegenstanders van Sambhaji, werden gevangengezet. Op 20 juli 1681 liet Sambhaji zich tot chhatrapati uitroepen. Aanvankelijk probeerde hij zich met zijn voormalige tegenstanders te verzoenen, maar toen Sorayabai in augustus 1681 probeerde hem te vergiftigen liet hij haar executeren. Hovelingen die van medeplichtigheid verdacht werden, waaronder enkele van de belangrijkste ondergeschikten van zijn vader, liet hij door olifanten dood trappelen. Vanaf dat moment wantrouwde hij zijn generaals en ministers. Zo liet hij de ashta pradhan (de "ministerraad" van de Maratha's) opzij zetten ten gunste van zijn belangrijkste raadgever, de brahmaan Kavi Kalash. Hiermee ondermijnde hij de eenheid van de Maratha's in hun strijd tegen de Mogols.
Begin 1681 kwam een zoon van Aurangzeb, prins Muhammad Akbar, in opstand tegen zijn vader. Prins Akbar was een tegenstander van Aurangzebs politiek van agressief militair expansionisme en invoering van de jizya (islamitische belasting voor niet-moslims), en vond daarin de Rajputvorsten van het noordwesten aan zijn zijde. Sambhaji maakte van de verwarring onder de Mogols gebruik door in januari 1681 Barhanpur te plunderen, de hoofdstad van de Mogolprovincie Kandesh.
In juni 1681 zocht prins Akbar, die uit het noorden had moeten vluchten, onderdak aan Sambhaji's hof. De prins hoopte een coalitie te smeden tussen de Maratha's en Rajputs. Sambhaji kreeg daarmee de kans Aurangzeb zelf ten val te brengen. Prins Akbar zou vijf jaar lang aan zijn hof verblijven. Aurangzeb trok persoonlijk aan het hoofd van een leger naar de Dekan om het verbond tussen Akbar en de Maratha's in de kiem te smoren. Daarbij reisde de hele keizerlijke hofhouding mee naar het zuiden. De erop volgende jaren bleef een beslissend treffen uit en kwam het slechts tot kleine schermutselingen. Telkens als de Mogols een grotere strijdmacht het hartland van de Maratha's instuurden trokken dezen zich terug in hun vrijwel onneembare forten en vestigingen. Aurangzeb was erin geslaagd de plundertochten van de Maratha's in de provincies te stoppen, maar om ze te onderwerpen was meer nodig.
Sambhaji gaf niet toe aan Akbars verzoeken om militaire bijstand bij een rechtstreekse aanval op de Mogollegers in de Dekan. In plaats daarvan deed hij pogingen de Konkankust in handen te krijgen. In januari 1682 beval hij een vergeefse aanval op het eilandfort Janjira, dat in handen van siddi's was, vazallen van de Mogols. Nadat de poging Janjira te veroveren op niets uitgelopen was viel Sambhaji de Portugese handelskolonies langs de kust aan. De Portugezen speelden een belangrijke rol in de bewapening en bevoorrading van de Mogollegers in de Dekan. Eind 1683 bezetten de Maratha's grote delen van Goa, maar de Portugese onderkoning Francisco de Távora en zijn troepen wisten enkele forten in handen te houden tot de Mogolvloot in januari 1684 te hulp schoot. Sambhaji zag zich daarop gedwongen uit Goa terug te trekken. Wel sloot hij in datzelfde jaar een verdrag met de Engelse East India Company in Bombay, die de Maratha's van wapens zou voorzien. De door de Engelsen geleverde kanonnen stelden Sambhaji in staat Pratapgat en enkele andere forten langs de kust in te nemen.
De gedesillusioneerde prins Akbar vluchtte in september 1686 per schip naar Perzië. In 1687 sneuvelde de senapati (opperste legerleider) Hambir Rao Mohite tegen de Mogols, hetgeen Sambhaji's positie verzwakte.

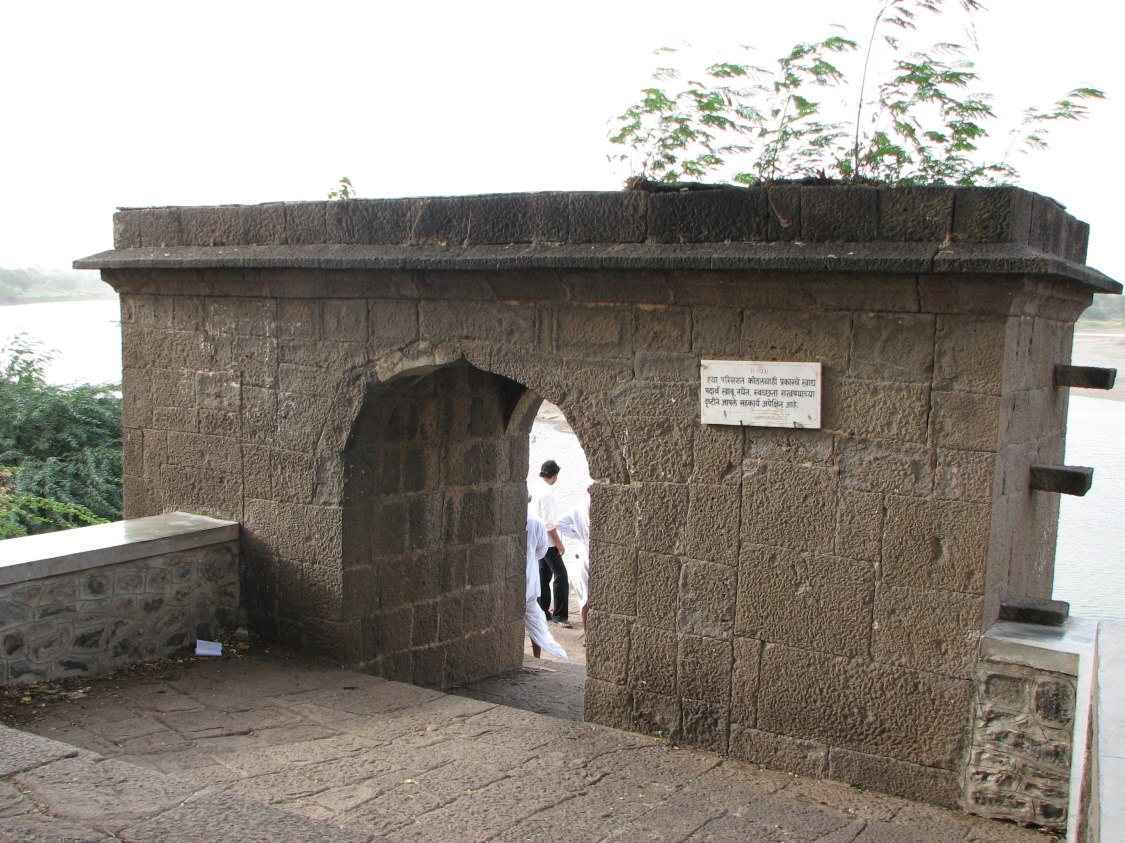
Poort op de plek waar Sambhaji onthoofd werd bij Tulapur

### Gevangenname en dood
Op 1 februari 1689 liep Sambhaji zelf bij Sanghmeshwar in een hinderlaag, om samen met zijn adviseur Kavi Kalash en andere volgelingen gevangengenomen te worden. De twee werden naar Aurangzebs kamp bij Pandharpur gebracht. Daar werden ze in narrenkostuums gestoken, bespot en op kamelen rondgereden.
Daarop werd Sambhaji aan Aurangzeb voorgeleid. De Mogolkeizer eiste dat Sambhaji hem als soeverein erkende en zijn schatkist aan de Mogols overdroeg in ruil voor zijn leven, ook eiste Aurangzeb daarnaast dat Sambhaji zich tot de islam bekeerde. Sambhaji wees dit aanbod kwaad af, uitte enkele beledigingen aan het adres van de keizer en merkte op dat als Aurangzeb zijn vriendschap zocht, hij hem de hand van een van zijn dochters diende te geven. Aurangzeb beval daarop een gruwelijke executie.
Dezelfde dag werd bij Sambhaji en Kavi Kalash de tong afgesneden, de volgende dag hun ogen uitgestoken. Gedurende drie weken werden hun ledematen een voor een afgehakt en aan de honden gevoerd. Uiteindelijk werd Sambhaji op 11 maart 1689 onthoofd. Het hoofd werd in triomf door de belangrijkste steden van de Dekan gedragen.
Aurangzeb zou er daarop in slagen Satara en Raigarh in te nemen, waarbij Sambhaji's harem gevangengenomen werd. Zijn halfbroer Rajaram, die tot nieuwe chhatrapati was uitgeroepen, wist echter te vluchten en zou de strijd tegen de Mogols voortzetten. Sambhaji's zoon Shahu zou pas in 1708 vrij komen om aanspraak op de troon van zijn vader te kunnen maken. Sambhaji was een controversiële figuur, die er nooit echt in slaagde alle facties onder de Maratha's te verenigen. Door zijn marteldood werd hij echter een symbool van het verzet. Uiteindelijk zou het tij langzaam beginnen te keren. Tijdens Shahu's periode op de troon wisten de Maratha's de Mogols voorgoed uit de Dekan te verdrijven en zelfs kortstondig hun hoofdstad Delhi in te nemen.